# Mollinedia ovata
Mollinedia ovata är en tvåhjärtbladig växtart som beskrevs av Ruiz & Pav.. Mollinedia ovata ingår i släktet Mollinedia och familjen Monimiaceae. Inga underarter finns listade i Catalogue of Life.